# Zemětřesení v Herátu 2023
Čtyři velká zemětřesení o síle 6,3 stupně a jejich následné dotřesy postihly začátkem října 2023 provincii Herát v západním Afghánistánu. První dvě zemětřesení se vyskytla 7. října v 11:11 AFT a 11:42 AFT poblíž města Herát, následovaná mnoha dotřesy. Ve dnech 11. a 15. října zasáhla stejnou oblast další dvě zemětřesení o síle 6,3 stupně. Organizace spojených národů odhaduje, že po zemětřesení ze 7. října zemřelo 1 482 lidí, 2 100 dalších bylo zraněno, 43 400 lidí bylo zemětřesením nějakým způsobem postiženo a 114 000 lidí vyžadovalo humanitární pomoc. Zemětřesení z 11. a 15. října způsobila dohromady 7 úmrtí a 331 zranění.
Zemětřesení zasáhla Afghánistán během pokračující humanitární krize po převzetí moci Tálibánem v roce 2021 a stávající humanitární skupiny se před katastrofou potýkaly s nedostatkem finančních prostředků. Některé humanitární organizace včetně UNICEF a Červeného kříže v reakci na zemětřesení požádaly o dary. Mnoho mezinárodních organizací a zemí nabídlo pomoc. Nemocnice s nedostatkem řádného vybavení byly zavaleny množstvím zraněných. Další tisíce lidí přišly o domov ve chvíli, kdy země vstupuje do zimního období.

## Tektonika

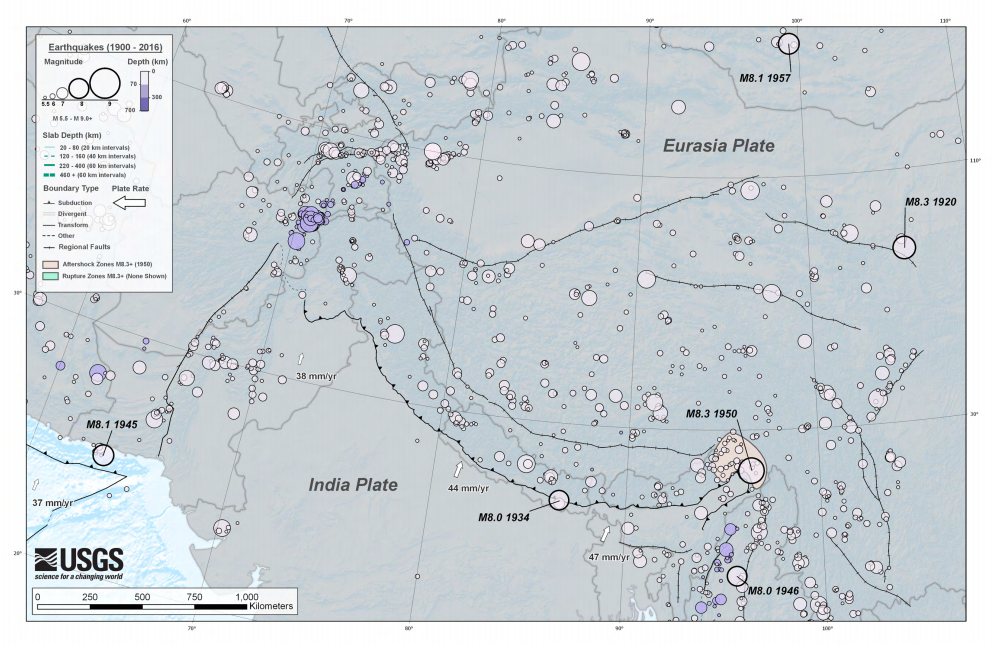
Mapa hranic tektonických desek v oblasti jižní Asie

Afghánistán se nachází v oblasti Arabské, Indické a Eurasijské desky. V okruhu 250 km od epicenter zemětřesení ze 7. října došlo v minulosti[ujasnit] k sedmi zemětřesením o síle 6,0 nebo vyšší s epicentry v Íránu. Patří mezi ně zemětřesení o síle 7,3 Mw v květnu 1997 a zemětřesení o síle 7,1 Mw v roce 1979. V červnu 2022 zasáhlo východní Afghánistán zemětřesení, které zabilo přes 1 000 lidí.

## Zemětřesení
První zemětřesení o síle 6,3 udeřilo v 11:11 AFT (06:41 UTC). O osm minut později došlo k následnému dotřesu o síle 5,5. Další zemětřesení o síle 6,3 udeřilo v 11:42 AFT (07:12 UTC), následované dotřesem o síle 5,9. Dne 11. října došlo ve stejné oblasti ke třetímu zemětřesení o síle 6,3 Mww a k dalšímu zemětřesení stejné velikosti došlo 15. října.
Podle seismologů měla tato zemětřesení epicentra mezi Siachubulakem na severu a Herátem na jihu.

## Dopad

### Zemětřesení 7. října

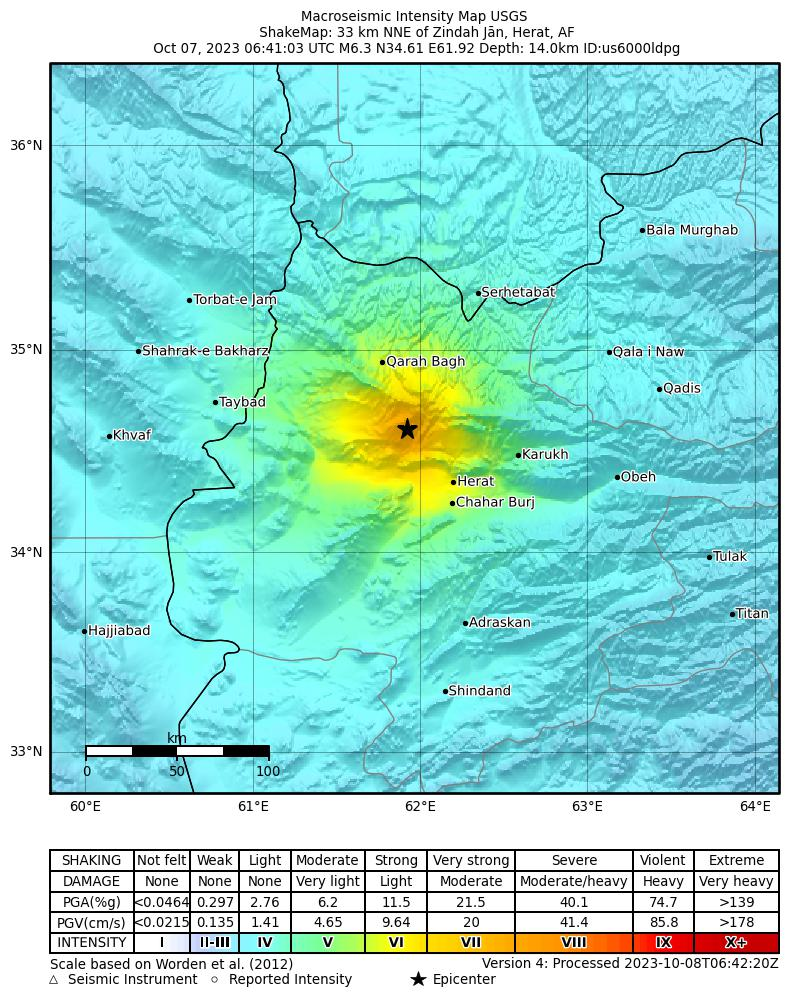
Zemětřesení ze 7. října

Organizace spojených národů hlásila k 16. říjnu 1 480 úmrtí, zatímco představitelé Tálibánu uvedli asi 1 000 mrtvých. Tálibán revidoval 11. října počet obětí na nejméně 2 700. Dodali, že nastal zmatek, protože se vyskytly problémy s koordinací. Světová zdravotnická organizace uvedla, že 90 procent obětí byly ženy a děti, které zemřely ve svých domovech. V době zemětřesení byla většina mužů venku, dodala organizace. Světová zdravotnická organizace zaznamenala 1 950 zraněných, zatímco Tálibán poskytl odhad 2 400 zraněných.
Organizace spojených národů také odhaduje, že zemětřesení postihlo 27 150 osob a zanechalo 114 000 v potřebě pomoci. Mezi postiženými vesnicemi byly Mahal Wadakah, kde zemřelo 20 lidí, Dašt Hows, Bahadorzaj a Zorjan. Byla přerušena i telefonická komunikace. Kromě provincie Herát byly zřícené domy a zranění hlášeny také v sousedních provinciích Bádghís a Faráh.
Nejméně 4 642 domů bylo zničeno a dalších 21 913 budov utrpělo různé úrovně poškození. Postiženo bylo také 21 zdravotnických zařízení a 21 škol. Nejhůře zasaženy byly domy postavené z bahna; obyvatel jedné z postižených oblastí uvedl, že mnoho domů se zřítilo během prvního zemětřesení. Úředník zastupující Národní úřad pro zvládání katastrof uvedl, že v několika vesnicích s 1 000 obyvateli zůstalo nedotčeno pouze 100 z odhadovaných 300 domů.
Více než 15 vesnic bylo zničeno, tři další byly vážně poškozeny a 38 bylo zasaženo středně. Vesnice Najeb Rafi byla zcela srovnána se zemí a téměř 80 procent její populace zahynulo. V Siah Aab v okrese Zindajan, zahynulo 300 osob. V okrese Kušk bylo do určité míry poškozeno nebo zničeno více než 200 domů. Pod troskami byly údajně uvězněny celé rodiny, včetně některých s 30 členy. Ve vesnici Sarboland byly desítky domů srovnány se zemí a jeden z obyvatel řekl, že zemřelo nejméně 30 lidí. Ve vesnici Kaškak údajně zemřelo až 170 lidí. Pod zřícenými ruinami zůstalo uvězněných stovky lidí, řekl vládní úředník 8. října.
V Herátu byly poškozeny středověké minarety. Ze zdí padala omítka a části budov ve městě se zřítily. V Íránu byla zraněna jedna osoba v Torbat-e Jámu a v Tájbádu došlo k menším škodám na domech.

### Zemětřesení 11. a 15. října
Zemětřesení 11. října zabilo tři lidi a nejméně 169 zranilo. V Herátu bylo zraněno 153 osob, v Bádghísu 13 a ve Faráhu 3. Mnoho lidí žilo venku kvůli poškození domů z prvních dvou zemětřesení. Třetí zemětřesení udeřilo brzy ráno. Úřad guvernéra v Herátu uvedl, že několik sousedních čtvrtí, které byly těžce postiženy předchozími zemětřeseními, utrpělo po šoku z 11. října „obrovské ztráty“. Toto zemětřesení zničilo všech 700 domů v Chahaku, vesnici nepoškozené předchozími zemětřeseními. Dálnici mezi Herátem a Tórghúndi zablokoval sesuv půdy. V Herátu škody nebyly tak velké; z hradu Achtaruddin se zhroutily cihly a části jeho zdí se rozlomily. Zhroutilo se také několik minaretů. Části střechy Velké mešity spadly; byla také poškozena Herátská citadela.
Zemětřesení z 15. října způsobilo 4 úmrtí, 160 zranění a další škody ve východních částech města Herát. K výpadkům proudu došlo ve většině provincie Herát. Dva lidé byli také zraněni v Torbat-e Jámu v Íránu.

## Pátrání a vyprošťování

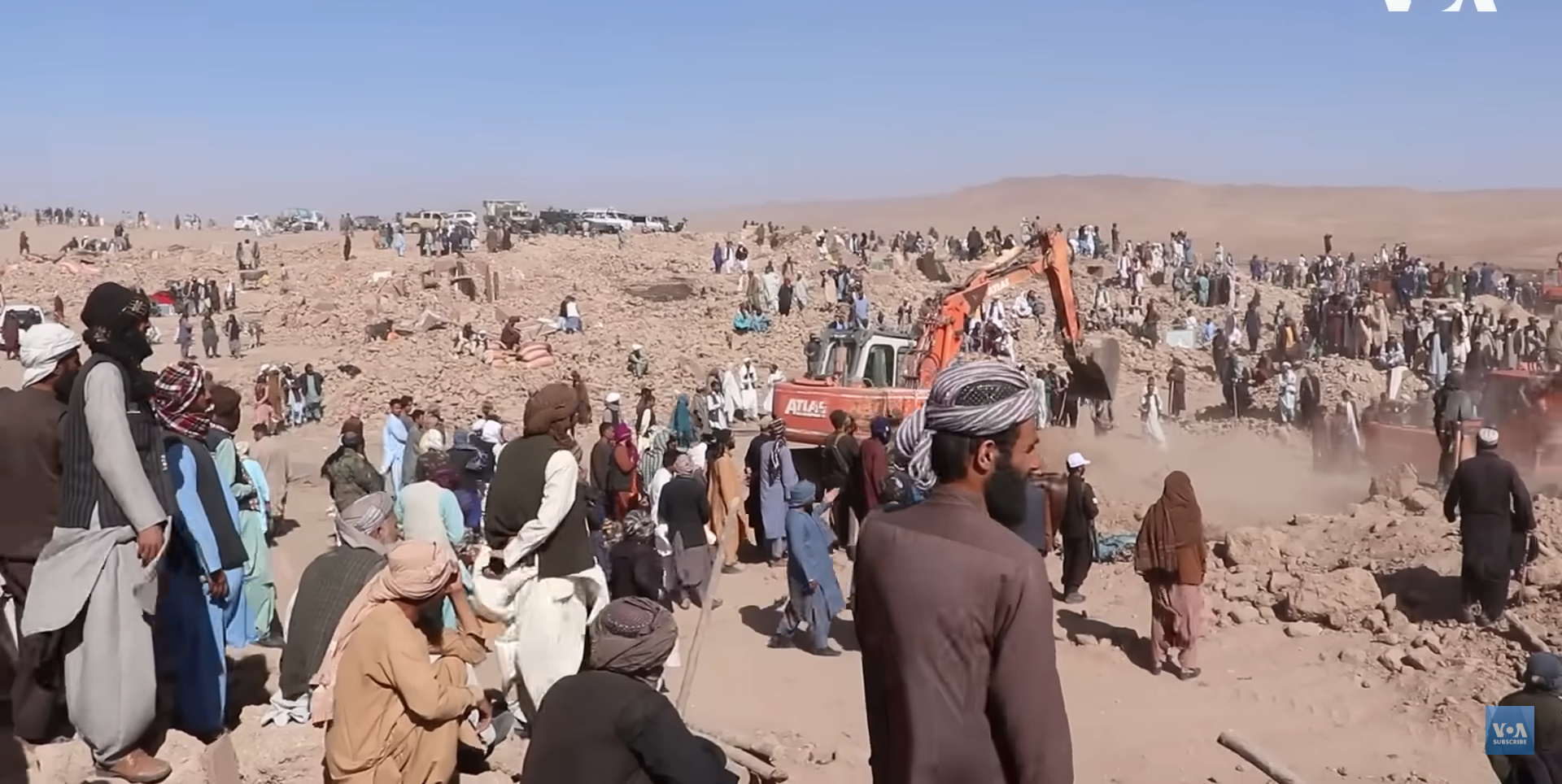
Snaha o záchranu zavalených osob ve zdevastované vesnici v provincii Herát

K zemětřesení došlo v době, kdy se region snažil vyrovnat s mnoha krizemi, jako je vysídlení způsobené desetiletími války, letité sucho a obrovské snížení zahraniční pomoci od převzetí moci Tálibánem v roce 2021.
Světová zdravotnická organizace vyslala do okresu Zindajan 12 sanitek, které převezly zraněné do nemocnic. Organizace spojených národů vyslala do nemocnice čtyři sanitky s lékaři a psychosociálními poradci. Agentura Associated Press 9. října uvedla, že v okrese Zindajan by měly být tři mobilní zdravotnické týmy. V Herátské regionální nemocnici postavili Lékaři bez hranic pět lékařských stanů navržených pro 80 pacientů. Do záchranných akcí se zapojilo sedm týmů afghánského Červeného půlměsíce, přičemž se očekávalo, že dorazí týmy z osmi dalších provincií. Mluvčí organizace uvedl, že lidé, kteří přišli o domov, pobývají v dočasném přístřešku. Organizace také poskytla plachty, nádoby na vodu, kuchyňské spotřebiče, přikrývky a mnoho dalších náležitostí. UNICEF do oblasti distribuovalo 10 000 hygienických sad, 5 000 rodinných sad, 1 500 sad zimního oblečení a přikrývek, 1 000 plachet a základní potřeby pro domácnost.
Národní ředitel World Vision Afghanistan 9. října řekl, že „situace je horší, než jsme si představovali“, a dodal, že lidé se stále pokoušejí holýma rukama zachránit uvězněné pod troskami. Výpadek komunikace a zablokované silnice brzdily záchranné mise. V postižených vesnicích používali obyvatelé lopaty a holé ruce, aby z pod trosek vytáhli přeživší. Mluvčí afghánské policie 8. října řekl, že postižení lidé potřebují jídlo a přístřeší. Záchranných misí se zúčastnili také zaměstnanci armády a neziskových organizací, jako je Červený půlměsíc. Světový potravinový program uvedl, že jejich pracovníci rozdávali balíčky potravin. Potravinové balíčky byly připraveny pro 20 000 lidí. Atlet Rašíd Chán přislíbil svůj honorář z Mistrovství světa v kriketu na pomoc obětem zemětřesení a oznámil, že bude zahájena kampaň na získávání finančních prostředků.
Úředník provinčního zdravotního oddělení uvedl, že do nemocnic bylo převezeno přes 200 těl, a že většina mrtvých byly ženy a děti. Hlavní nemocnice v Herátu se na velký příliv obětí připravila tím, že postavila lůžka venku. Zdravotnický pracovník v nemocnici v Herátu řekl, že dodávky s těly přijíždějí každou minutu. Mnoho zdravotnických pracovníků v nemocnici bylo zavaleno množstvím zraněných a márnice byla přeplněna. Úřad guvernéra Tálibánu v Kandaháru uvedl, že do provincie Herát bylo vysláno 10 týmů včetně 37 lékařů a sester. Ředitel veřejného zdraví Kandaháru řekl, že týmy přepravovaly také 2 tuny léků.
Do 10. října, tedy přibližně 72 hodin po prvních dvou zemětřesení, úsilí o záchranu utichlo; nicméně po třetím zemětřesení 11. října byly záchranné a pomocné týmy opět aktivní. Zdravotnické týmy převezly několik zraněných do nemocnice. Podle afghánského Červeného půlměsíce z 12. října byly pátrací a záchranné akce z 98 procent dokončeny. V postižené oblasti však zůstalo 32 zdravotnických a záchranných skupin. Od Tálibánu nepřišla žádná oznámení o oficiálním ukončení všech záchranných prací.

## Následky a obnova
V postižených obcích se konaly hromadné pohřby. V Siah Ab byly hromadně pohřbeny tři stovky osob. Nasazeno bylo více než 35 záchranných týmů z vojenských a neziskových organizací. Dne 13. října nařídil Nejvyšší soud Afghánistánu propuštění 473 vězňů z vězeňského zařízení v provincii Herát kvůli obavám, že by se mohlo zřítit poté, co byly během dvoudenní kontroly nalezeny trhliny v jeho zdech. Všichni vězni byli téhož dne omilostněni, protože už si většinu trestu odpykali.
Asi 2 100 vysídlených lidí uprchlo do Herátu. Lidé s příbuznými nebo domy v jiných provinciích se z Herátu evakuovali po zemětřesení z 15. října. Kvůli dotřesům mnoho přeživších nespalo ve svých domovech. Světová zdravotnická organizace uvedla, že tyto dotřesy zanechaly přeživší „v trvalém stavu úzkosti a strachu“.
Mnoho nemocnic v Herátu bylo zahlceno pacienty. V Oblastní nemocnici Herát působily podpůrné týmy Lékařů bez hranic. Přestože většina pacientů nebyla ohrožena na životě, mnozí v nemocnici zůstali, protože jejich domovy nebyly obyvatelné. Lékaři bez hranic uvedli, že více než 340 lidí bylo propuštěno z nemocnice, ale odmítli odejít, protože neměli domov. Do 12. října ošetřila Světová zdravotnická organizace více než 5 600 jedinců; mnozí byli z okresu Zindajan.
Abdul Ghání Baradar, místopředseda vlády Afghánistánu pro ekonomické záležitosti, navštívil postiženou oblast a setkal se s místními obyvateli, úředníky a zdravotnickými pracovníky. Během návštěvy také oznámil, že Tálibán pro přeživší postaví před zimou nové domy.

## Mezinárodní reakce
Taliban veřejně požádal o pomoc. Na tiskové konferenci dne 8. října uvedl, že je zapotřebí veškeré podpory mezinárodních a vnitřních organizací. Kromě mnoha zemí nabízejících pomoc přispělo k humanitární reakci také mnoho mezinárodních organizací. Ačkoli Pákistán oznámil, že pošle pomoc, Tálibán nabídku nepřijal.
- Austrálie: Austrálie přislíbila pomoc Afghánskému humanitárnímu fondu ve výši 1 milionu AU.
- Belgie: Ministryně zahraničí Hadja Lahbibová uvedla, že země situaci monitoruje a řekla, že jejich myšlenky jsou „s rodinami a blízkými obětí tragického zemětřesení“.
- Čína: Čínský velvyslanec v Afghánistánu Li Čao-sing oznámil, že jeho vláda a její charitativní instituce jsou připraveny poskytnout všechny druhy pomoci.[61] Čínská společnost Červeného kříže nabídla pomoc ve výši 200 000 dolarů.[54]
- Evropská unie: Evropská unie schválila balíček pomoci ve výši 3,5 milionu eur.
- Írán: Ministr zahraničí Hossein Amir-Abdollahian slíbil humanitární pomoc Afghánistánu v telefonátu s úřadujícím afghánským ministrem zahraničí Amirem Khanem Muttaqim. Záchranné týmy z Íránu dorazily s pokročilým a kompletním vybavením, aby urychlily dodávku pomoci. Bylo vysláno deset týmů včetně 50 záchranářů a 500 stanů, 1 000 kusů moket, 4 000 přikrývek, 500 kusů nádobí a 500 balíčků potravin spolu s vyhledávacím zařízením.[62][63]
- Japonsko: Ministerstvo zahraničních věcí vydalo prohlášení, že poskytuje 3 miliony USD mezinárodním organizacím. Japonské nevládní organizace také obdržely 1,46 milionu USD na zajištění potravinových, zdravotních a dalších nezbytností.[64]
- Kanada: Ministryně zahraničí Mélanie Jolyová řekla, že na Afghánce myslí a dodala, že „Kanada je připravena podpořit afghánský lid“. Ministr pro mezinárodní rozvoj Ahmed Hussen také uvedl, že země situaci bedlivě sleduje.[65]
- Kazachstán: Prezident Kasym-Žomart Kemeluly Tokajev oznámil dodání humanitární pomoci včetně potravin, stanů, léků, oblečení a dalších nezbytných věcí, stejně jako nasazení záchranářů a psů do Afghánistánu.[66] Celkem bylo odesláno 1 659 tun humanitární pomoci. Do provincie Herát bylo vysláno 45 zaměstnanců ministerstva, aby provedli pátrací a záchranné operace.[67] Během prvních 24 hodin od nasazení se jim podařilo projít 76 postiženými oblastmi.[68]
- Kosovo: Prezidentka Vjosa Osmaniová vyjádřila soustrast obětem zemětřesení.[69]
- Pákistán: Národní úřad pro zvládání katastrof se připravoval na dodání nezbytných věcí. Pákistán vyslal do zemětřesením zasaženého regionu lékařský tým, polní nemocnici, 50 stanů, léky a 500 přikrývek na „konkrétní žádost“ afghánské vlády. Vysoce postavení představitelé tohoto orgánu také diskutovali o situaci s pákistánským velvyslancem v Afghánistánu Ubaidem Ur Rehmanem Nizamanim a dalšími pracovníky oddělení.[70] Kvůli kontroverznímu tweetu týkajícímu se pomoci od pákistánského premiéra Anwara ul Haq Kakara však Tálibán nabídku Pákistánu odmítl.[71]
- Singapur: Singapurský Červený kříž přislíbil 50 000 USD na humanitární pomoc.[72]
- Turecko: Ministerstvo zahraničních věcí vyjádřilo lidu Afghánistánu soustrast.[73] Ministerstvo národní obrany oznámilo, že letadlo obsahující nouzový materiál a vybavení AFAD[74] odletělo z letecké základny Mürted do Afghánistánu.[75]
- Turkmenistán: Charitativními organizacemi bylo darováno lékařské vybavení, oblečení a jídlo.[76]
- Spojené arabské emiráty: Ministerstvo zahraničních věcí uvedlo, že 22 letadel dopravilo potravinové balíčky, 500 stanů a 140 balíčků pomoci.[77]
- Spojené státy americké: Ministr zahraničí Antony Blinken oznámil, že Spojené státy americké „pečlivě sledují dopady zemětřesení“.[78] Agentura Spojených států amerických pro mezinárodní rozvoj oznámila naléhavou humanitární pomoc ve výši 12 milionů dolarů.[79]